# Hans Carl von Carlowitz
Pour les articles homonymes, voir Carlowitz.
Pour les autres membres de la famille, voir Famille von Carlowitz.
Hans Carl von Carlowitz, aussi écrit Hannß Carl von Carlowitz, (24 décembre 1645 - 3 mars 1714) était un comptable et administrateur de mines saxon. Son livre Sylvicultura oeconomica, oder haußwirthliche Nachricht und Naturmäßige Anweisung zur wilden Baum-Zucht (1713) a été le premier traité complet sur l'économie forestière. Il est considéré comme le père de la sylviculture durable et a utilisé pour la première fois dans ce livre le terme d’« utilisation durable » (nachhaltige Nutzung, voir ci-dessous).

## Biographie
Né près de Chemnitz, Hans Carl von Carlowitz était le fils de l'Intendant royal des Eaux et Forêts Georg Carl von Carlowitz. Sa famille était de vieille noblesse saxonne, et vouée depuis des générations à l'administration des forêts des Monts Métallifères. De 1659 à 1664, il fit ses Humanités au lycée protestant de Halle. Il étudia ensuite le Droit et les Sciences politiques à l’Université d'Iéna, sans cependant délaisser les connaissances de botanique et de minéralogie. Au cours de son Grand tour à travers l'Europe (1665-1669), il fut témoin du grand incendie de Londres. Il fut incarcéré comme étranger à titre conservatoire, les autorités anglaises étant convaincues qu'il s'agissait d'une opération menée de l'étranger. Libéré, il poursuivit son voyage par la France, les Pays-Bas, le Danemark, la Suède, l'Italie et l'île de Malte. Il découvrit par lui-même la raréfaction du bois d’œuvre dans presque toute l'Europe marchande : John Evelyn venait de publier son traité Sylva, et en 1669, Louis XIV promulgua son édit sur les forêts. Carlowitz puisa de ces réflexions la matière de ses Sylvicultura oeconomica. 
Il devient administrateur de mines en 1677 et Intendant général des mines saxonnes en 1711 à Freiberg (Saxe). Cette ville des monts Métallifères est réputée pour ses mines d'argent qui employaient alors environ dix mille ouvriers. Il y meurt en 1714.

## Importance

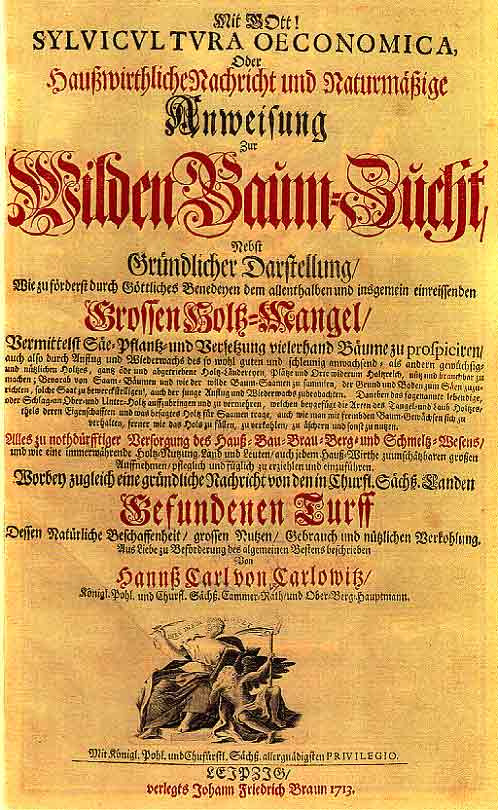
Frontispice de Sylvicultura oeconomica, oder haußwirthliche Nachricht und Naturmäßige Anweisung zur wilden Baum-Zucht (1713).

Le concept de durabilité émerge d'une pénurie de bois de construction en Saxe alors que les mines restent riches en minerais. Les vieilles forêts aux alentours des sites miniers sont épuisées par l'étayage et les fours, ainsi que par la guerre de Trente Ans. Des décennies ont vu des coupes à blanc, sans souci de préservation des ressources. Si les rivières ont été drainées pour transporter les troncs sur une plus longue distance, ce ne sont que des pis-aller. Les prix du bois de construction montent en causant la faillite des industries. Hans Carl von Carlowitz est influencé par cela, ainsi que par les mesures de Colbert en France. Il est le premier à compiler l'état de l'art sur la sylviculture et à formuler clairement le concept de durabilité.
« Wird derhalben die größte Kunst/Wissenschaft/Fleiß und Einrichtung hiesiger Lande darinnen beruhen wie eine sothane Conservation  und Anbau des Holtzes anzustellen daß es eine continuier liche beständige und nachhaltende Nutzung gebe weiln es eine unentberliche Sache ist ohne welche das Land in seinem Esse nicht bleiben mag. »
— Hans Carl von Carlowitz, Sylvicultura oeconomica, p. 105–106

## Prix Hans-Carl-von-Carlowitz
L’Université technique de Freiberg l'attribue depuis 2003 pour récompenser des travaux de recherche en faveur des sciences de l’environnement. Ont été récompensés:
- 2003 - Myra Sequeira und Peter-Frederik Brenner
- 2004 - Sophia Schröter und Franziska Müller-Langer
- 2005 - Katja Bunzel
- 2006 - Beate Böhme
- 2007 - Katja Klemm
- 2008 - Pierre Schmieder und Katja Heinke
- 2009 - Annekatrin Schmukat
- 2010 - Tatsiana Pilipts
- 2015 - Janez Potocnik[5]

## Sources
- Grober, Ulrich (German)DER ERFINDER DER NACHHALTIGKEIT DIE ZEIT Nr. 48/ 25.11.1999, page 98
- Reprint of the 2. edition from 1732, Verlag Kessel,  (ISBN 978-3-941300-19-4), Reading rehearsal: